# 1277

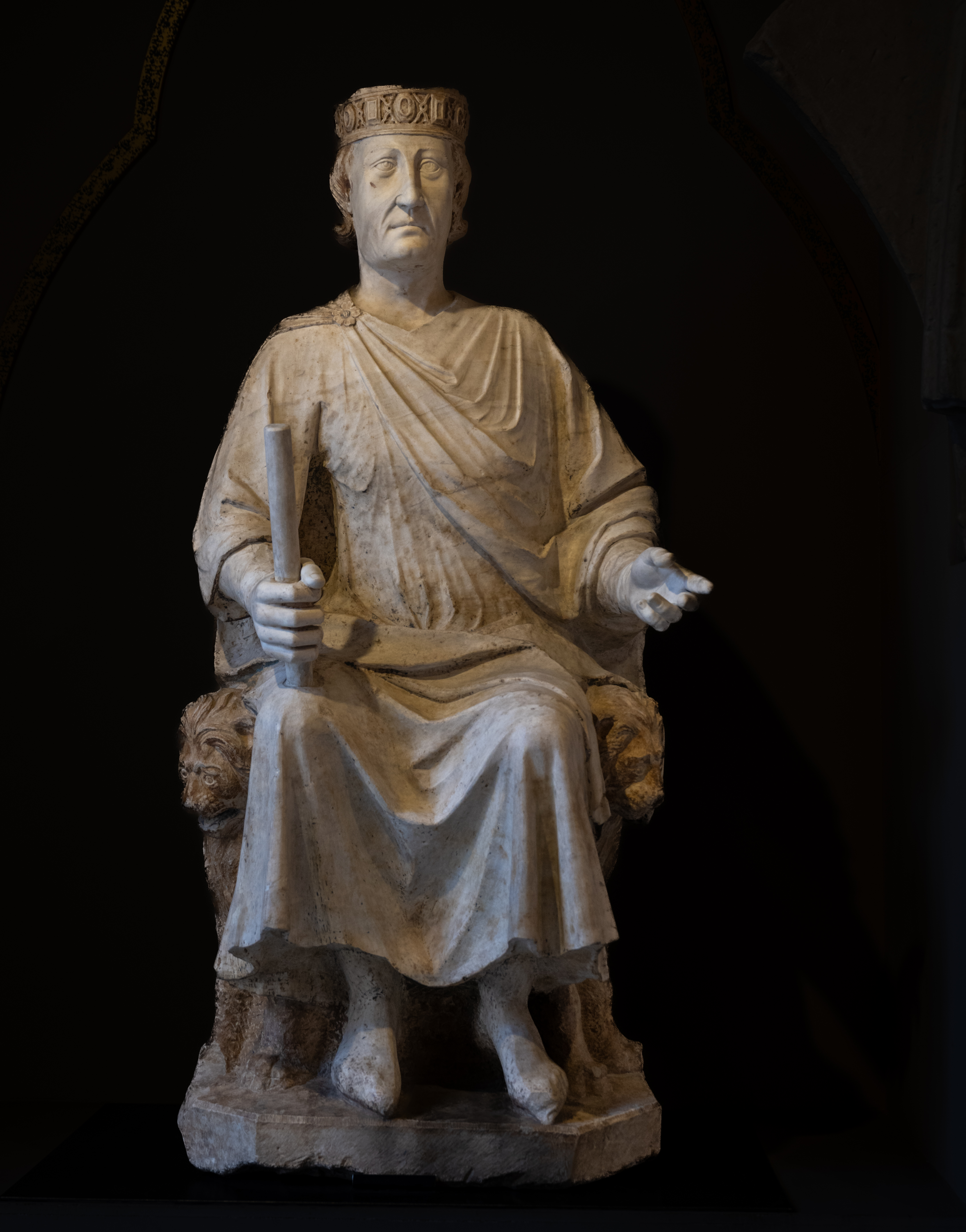
Standbeeld van Karel van Anjou (ca. 1277)

Het jaar 1277 is het 77e jaar in de 13e eeuw volgens de christelijke jaartelling.

## Gebeurtenissen
- Kaidu, een Mongoolse leider die zich tegen de opperheerschappij van Koeblai Khan verzet, verovert Karakorum,
- Verdrag van Aberconwy: De macht van Llywelyn ap Gruffudd als prins van Wales wordt ernstig beperkt, en na zijn dood zal de onafhankelijke status van Wales beëindigd worden.
- Slag bij Albistan: De Mammelukken onder Baibars vallen Rum binnen, dat een feitelijke vazalstaat van het Il-kanaat is, en verslaan het leger van het Il-kanaat.
- Hugo van San Severino verovert Akko voor Karel van Anjou.
- 21 januari - Slag bij Desio: De Visconti onder aartsbisschop Ottone Visconti verslaan de Della Torre, en bevestigen daarmee de macht in Milaan, die ze tot 1447 behouden.
- Tijdens het Conclaaf van 1277 wordt Giovanni Gaetano Orsini tot paus gekozen. Hij neemt de naam Nicolaas III aan.
- Graaf Herman van Loon ontvoert graaf Engelbert I van der Mark, waarna deze op Kasteel Bredevoort overlijdt aan een hartaanval.
- 2 december: Groenlo verkrijgt stadsrechten.
- Guido Bonatti schrijft Liber Astronomiae (jaartal bij benadering)
- De bisschop van Parijs veroordeelt 219 filosofische stellingen. Deze veroordeling is vooral gericht tegen de filosofische stroming van de volgelingen van Averroës, die veel aanhangers had op de universiteit aldaar.
- 31 maart - Het Hoogheemraadschap van de Alblasserwaard wordt opgericht.
- oudst bekende vermelding: Almkerk, Etersheim, Grafhorst, Heerle, Holten, Krimpen, Nieuwstadt (3 augustus), Oosterhout

## Kunst en literatuur
- Het Standbeeld van Karel van Anjou (toegeschreven aan Arnolfo di Cambio) wordt gemaakt (jaartal bij benadering)

## Opvolging
- Auvergne en Boulogne - Robert V opgevolgd door zijn zoon Willem XI
- Brunswijk-Lüneburg - Johan I opgevolgd door Otto II
- Mammelukken (Egypte) - Baibars opgevolgd door zijn zoon Al-Said Barakah
- Manipur - Khumomba opgevolgd door Moraamba
- Mark - Engelbert I opgevolgd door zijn zoon Everhard I
- Paderborn - Simon I van der Lippe opgevolgd door Otto van Riedberg
- paus (25 november) - Johannes XXI ogpevolgd door Giovanni Gaetano Orsini als Nicolaas III
- Orde van Sint Jan (grootmeester) - Hugues de Revel opgevolgd door Nicolas Lorgne
- Orde van Sint-Lazarus (grootmeester) - Thomas van Sainville in opvolging van Jean van Meaux

## Afbeeldingen

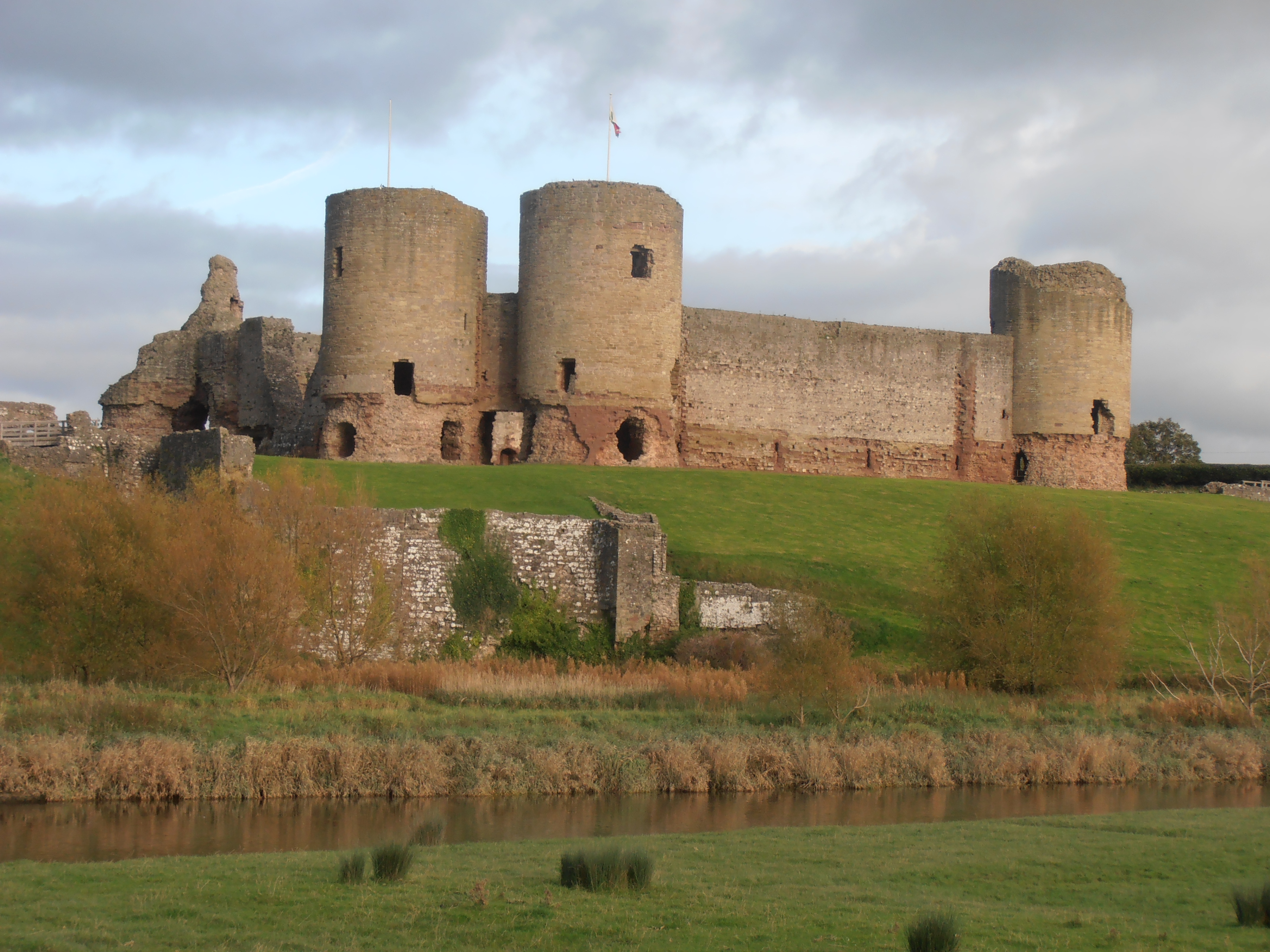
Rhuddlan Castle (bouw begonnen 1277)
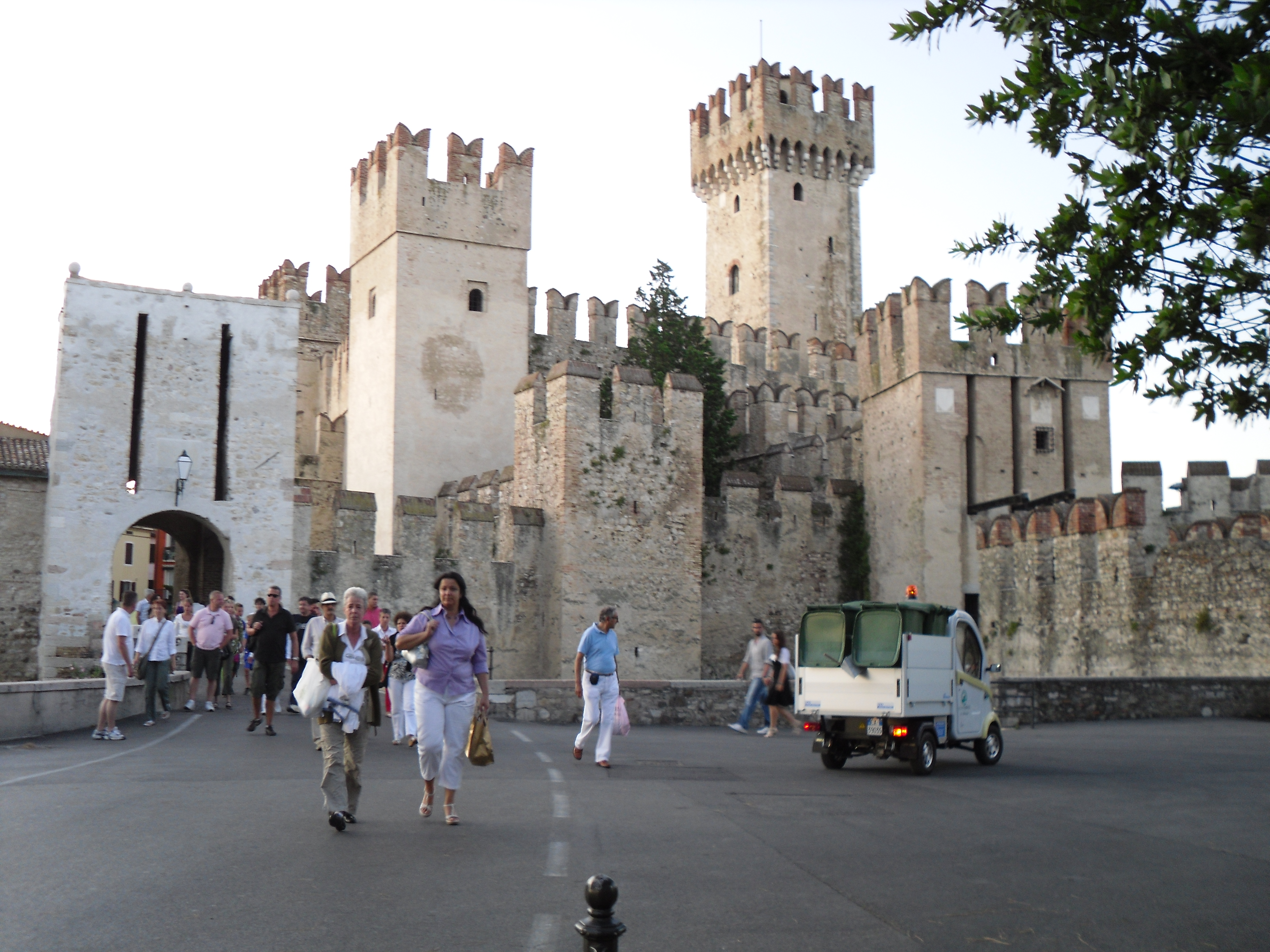
Rocca Scaligera (bouw begonnen 1277)
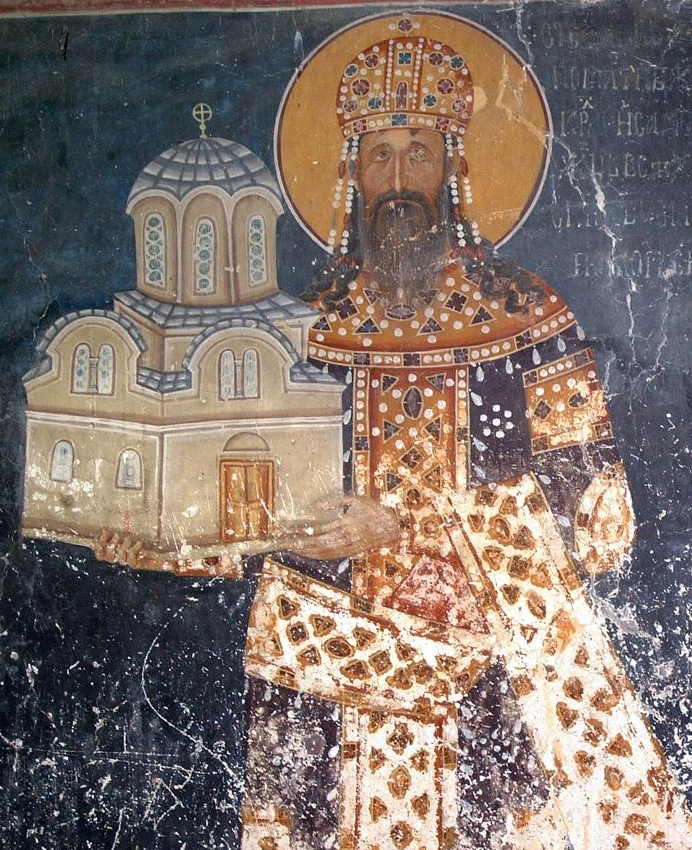
Stefan Uroš I

## Geboren
- 21 januari - Galeazzo I Visconti, heer van Milaan (1322-1327)
- Martha van Denemarken, echtgenote van Birger I
- Sempad, koning van Armenië (1296-1298)

## Overleden
- 1 mei - Stefan Uroš I (~56), koning van Servië (1243-1276)
- 20 mei - Johannes XXI (~61), paus (1276-1277)
- 1 juli - Baibars (~54), sultan van Egypte en Syrië (1260-1277)
- Engelbert I, graaf van Mark
- Hugues de Revel, grootmeester van de Orde van Sint Jan
- Jacopo da Leona, Italiaans dichter
- Robert V, graaf van Auvergne en Boulogne
- Trần Thái Tông (~59), keizer van Vietnam (1226-1258)